# Jeremie Miller
Jeremie Miller (Cascade, Iowa 1975) is een Amerikaanse computerprogrammeur. Hij is de uitvinder van de Jabber/XMPP-technologieën en was de oorspronkelijke ontwerper van Jabberd 1.x, de eerste Jabber-server. Ook schreef hij een van de allereerste XML-parsers (in JavaScript).
Op zijn boerderij in Cascade begon Miller met het ontwikkelen van de software. Hij studeerde computer en elektrisch ontwerpen aan de Staatsuniversiteit van Iowa maar stopte in 1995 vroegtijdig met deze studies om bij een internetstartup te gaan werken. In 1998 begon Miller aan Jabber.
Miller werkt momenteel (2005) aan de projecten Gibeo en on2me en verder heeft hij ook een adviserende functie bij andere softwareprojecten. Daarnaast baat hij samen met zijn vrouw en drie zonen een kleine geschenkenwinkel en een bed-and-breakfast uit.